# Gustav Vasas bibel
Gustav Vasas bibel (förkortas GVB), ofta även kallad Vasabibeln, eg. Biblia, Thet är: All then Helgha Scrifft, på Swensko, är den första översättningen av hela Bibeln till svenska, gjord under Gustav Vasas regeringstid. Den gjordes i två steg: Först utgavs Nya Testamentet år 1526, sedan hela Bibeln år 1541. Det är främst 1541 års utgåva som avses med "Gustav Vasas Bibel".

## Historik
År 1526 utkom en översättning av Nya testamentet på svenska. Större delen av översättningen svarade sannolikt Laurentius Andreæ och Olaus Petri för.
Gustav Vasas bibel utkom 1541 och byggde i första hand på Martin Luthers tyska bibelöversättning av Gamla Testamentet från 1534; texten i Nya testamentet reviderades också, även om den i grunddragen kom att ligga nära den 15 år äldre utgåvan. Vasabibeln utgavs av en bibelkommission, med ärkebiskopen Laurentius Petri i ledningen. Det är inte känt vilka – förutom Laurentius Petri – som deltog, men denne skrev i ett brev år 1540 om att han "samt medh flere" var sysselsatta med arbetet. Sannolikt medverkade särskilt hans bror Olaus Petri även denna gång.
Reviderade utgåvor av bibelöversättningen utkom 1618 (Gustav II Adolfs bibel) och 1703 (Karl XII:s bibel).

## Bibelns betydelse för svenska språket
Gustav Vasas bibel har haft en sådan betydelse för det svenska språket att man brukar sätta en gräns mellan fornsvenskan och nysvenskan vid utgivningen av Nya testamentet år 1526. Denna text är alltså definitionsmässigt den första text som har skrivits på nysvenska. Där introducerades bokstaven å, som fortfarande finns kvar i det rikssvenska skriftspråket (ä och ö användes i tryckta böcker redan från 1495).
Språkligt skiljer sig Nya testamentet från 1526 litet från Gustav Vasas bibel. Ibland är det den senare utgåvan som har det ålderdomligare språket. Exempelvis skrev man år 1526 min herres, men år 1541 mins herras (med bevarad kasuskongruensböjning). Flera stående uttryck med ålderdomlig böjning är direkta citat från Gustav Vasas bibel, exempelvis sätta sitt ljus under ena skäppo.

## Ur Gustav Vasas bibel
Som exempel på språket ges här Matteus 5:38-42, i översättningarna från 1526 och 1541, samt från Bibeln 2000:
Från "Thet Nyia Testamentit på Swensko" 1526:

"J haffuen hördt / ath thet är sagt / ögha för ögha / och tand för tand / Men iagh sägher idher / athi skolen ey stå thet onda emoot / vthan är thet så någhor slåår tigh wedh thet höghra kinbenet / så wendt honom och thet andra til / Och om någhor wil gå til retta medh tigh / och tagha tin kiortel j frå tigh / lät honom och haffua kåpona medh / Och om någhor nödhgar tigh ena milo / så gack twå medh honom / Geff honom som aff tigh bedhes / och wendt tigh ey j frå honom / som någhot wil läna aff tigh."
Från den fullständiga översättningen, 1541:

"J haffuen hördt / at thet är sagdt / Ögha för ögha / Tand för tand. Men iagh sägher idher / at j skolen icke stå thet onda emoot / Vthan är thet så / at någhor slåår tigh widh thet höghra kindbenet / så wendt honom ock thet andra til. Och om någhor wil gå til retta medh tigh / och tagha tin kiortel jfrå tigh / lät honom ock haffua kåpona medh. Och om någhor nödhgar tigh ena milo / så gack twå medh honom. Giff honom som aff tigh bedhes / och wendt tigh icke jfrå honom / som någhot wil läna aff tigh."
Från Bibel 2000:
"Ni har hört att det är sagt: Öga för öga och tand för tand. Men jag säger er: värj er inte mot det onda. Nej, om någon slår dig på högra kinden, så vänd också den andra mot honom. Om någon vill processa med dig för att få din skjorta, så ge honom din mantel också. Om någon vill tvinga dig att följa med en mil i hans tjänst, så gå då två mil med honom. Ge åt den som ber dig, och vänd inte ryggen åt den som vill låna av dig." (Bibel 2000)
(I båda 1500-talsutgåvorna är en förklaring inlagd, om att man inte själv får hämnas en oförrätt, men att överheten får göra det.)
(Pronomenet "I" [föregångaren till "ni"] skrivs i Gustav Vasas bibel "j")